# Santa Praxedes
Santa Praxedes (Bayan ng Santa Praxedes) är en kommun i Filippinerna. Kommunen ligger på ön Luzon, och tillhör provinsen Cagayan. Folkmängden uppgår till 2 952 invånare.
Santa Praxedes är indelat i 10 barangayer.